# Hygrofyty
Hygrofyty (též limnodofyty) jsou rostliny mající některé části ponořené ve vodě nebo žijící na zamokřených půdách. Tím se liší od hydrofytů, což jsou vysloveně vodní rostliny s obnovovacími pupeny pod vodou. K hygrofytům patří například suchopýr (Eriophorum sp.), rákos (Phragmites sp.), zblochan (Glyceria sp.), karbinec evropský (Lycopus europaeus), vachta trojlistá (Menyanthes trifoliata), ďáblík bahenní (Calla palustris) a mnoho dalších.

## Helofyty
Bahenním rostlinám se pak říká helofyty, např. bahnička jehlovitá (Eleocharis acicularis) nebo ostřice šáchorovitá (Carex bohemica).

## Společenstva
Hygrofyty a helofyty jsou významně zastoupeny i v některých rostlinných společenstvech. Z lesů to jsou hlavně luhy: měkký luh (as. Salicetum albae), tvrdý luh (podsv. Ulmenion), údolní jasanovo-olšový luh (podsv. Alnenion glutinoso-incanae) či také mokřadní olšiny (sv. Alnion glutinosae); z nelesních společenstev pak např. rákosiny (sv. Phragmition communis), vegetace vysokých ostřic (sv. Magnocaricion elatae), pcháčové louky (sv. Calthion) nebo obnažené dno rybníků (sv. Eleocharition soloniensis) a mnohé další.

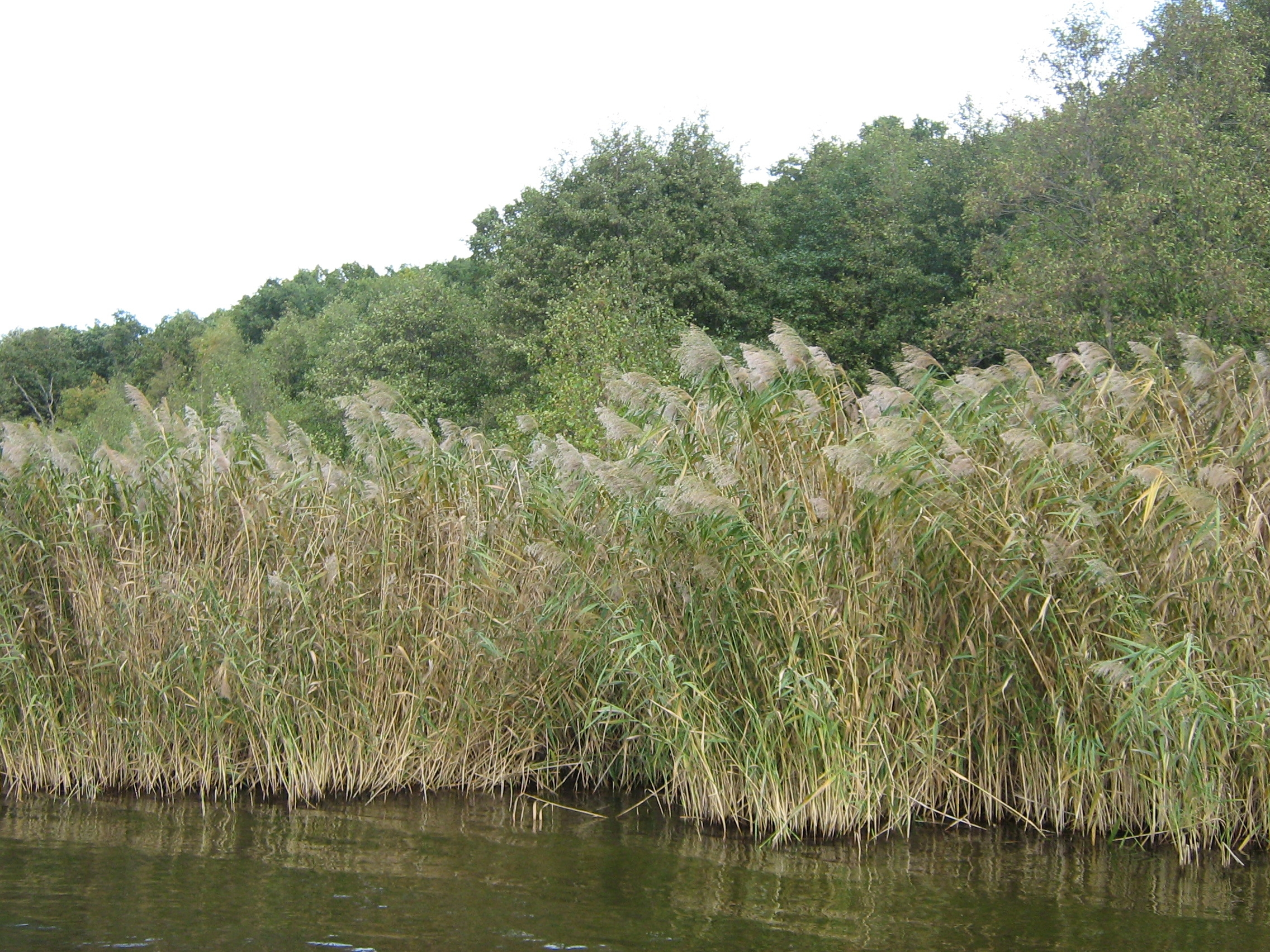
Rákos obecný (Phragmites australis)
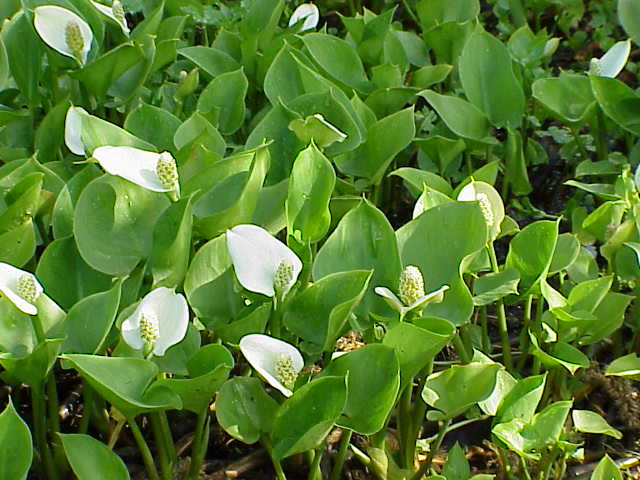
Ďáblík bahenní (Calla palustris)
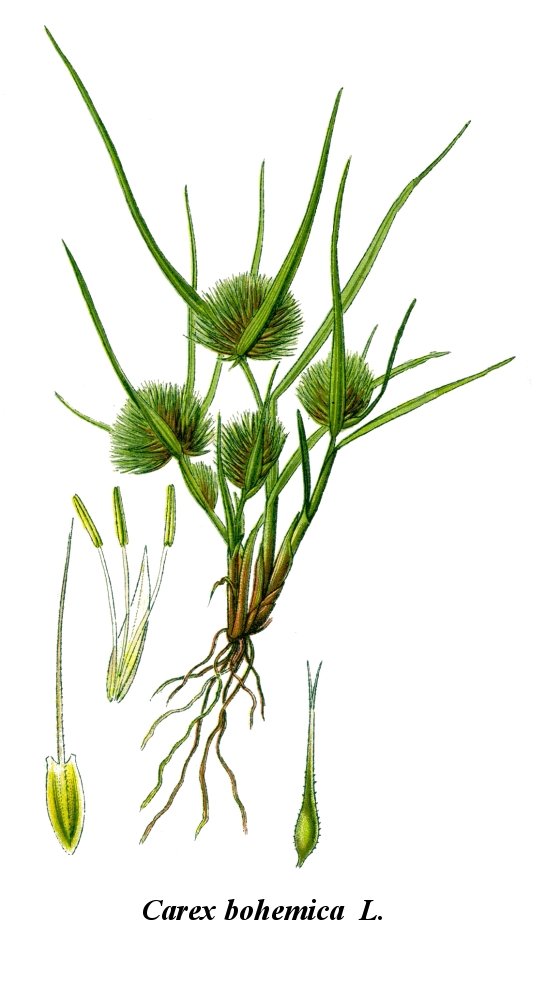
Ostřice šáchorovitá (Carex bohemica)
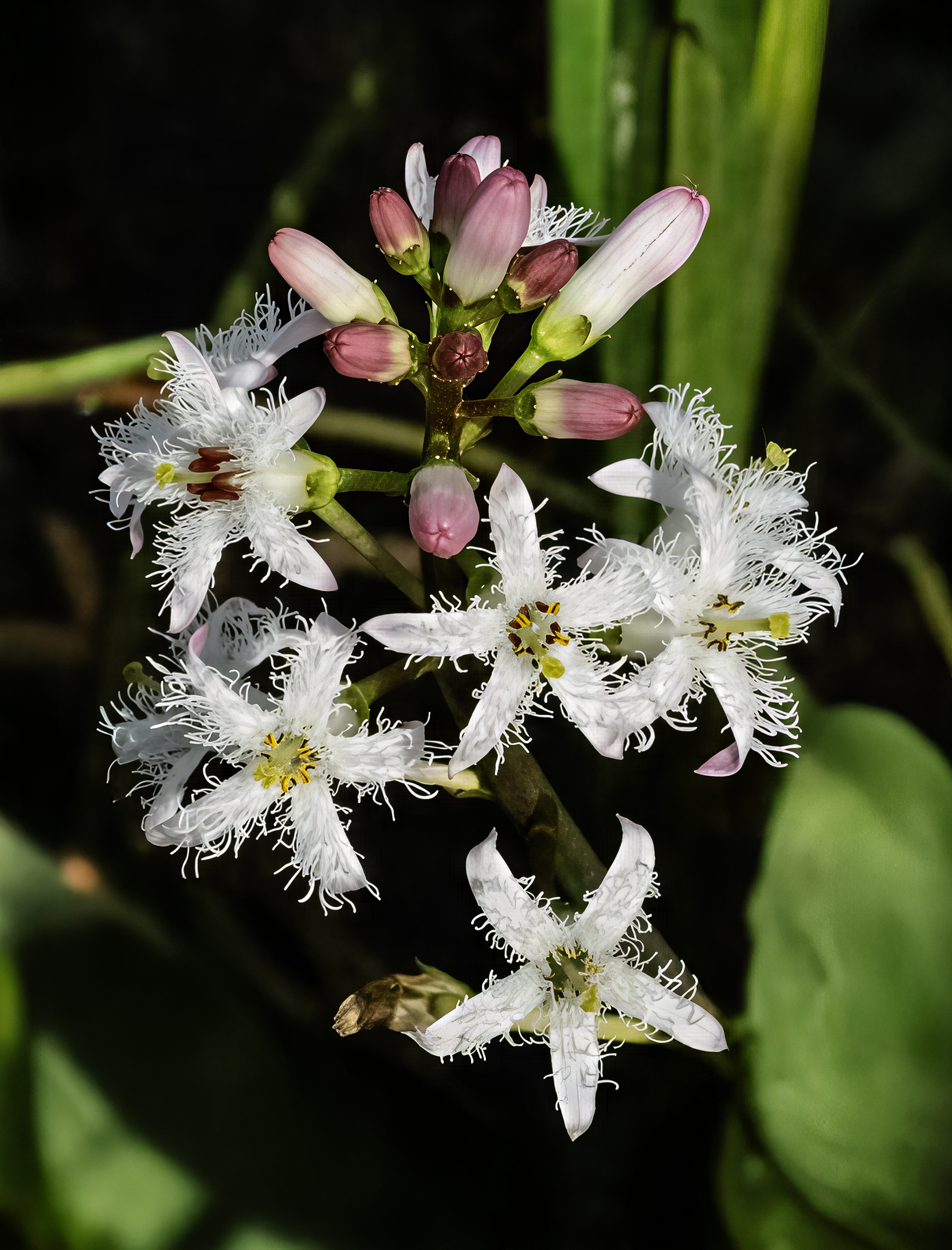
Vachta trojlistá (Menyanthes trifoliata)